# Flávio Cardoso Neves

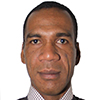
Flávio Cardoso Neves

Flávio Cardoso Neves ist ein osttimoresischer Politiker. Er ist Mitglied der Partei Congresso Nacional da Reconstrução Timorense (CNRT). Von 2012 bis 2015 war Neves Vizeminister für Transport und Kommunikation.

## Werdegang
Von 1991 bis 1997 studierte Neves an der indonesischen Gadjah-Mada-Universität in Yogyakarta.
2002 wurde Neves Nationaler Direktor des Nationaldirektorats für Informatik und Kommunikationstechnologie im Ministerium für Verkehr, Kommunikation und staatliche Bauvorhaben. Das Amt hatte er bis November 2010 inne. Danach ging er an das Institute Technology of Telecom, um dort Ingenieurwesen für Telekommunikation für zwei Jahre zu studieren. Am 8. August 2012 wurde er zum Vizeminister für Transport und Kommunikation vereidigt. Das Amt hatte er bis zur Regierungsumbildung am 16. Februar 2015 inne.
Neves wurde zunächst Nationaldirektor für Kommunikation und Technologie und 2019 zum Ratspräsidenten der Verwaltung der Hafenaufsicht Osttimors (Konsellu Administrasaun Autoridade Porturiu Timor-Leste APORTIL) für eine Amtsperiode bis 2022 ernannt.